# 船引正之
船引 正之（ふなびき まさゆき、1891年（明治24年）8月2日 - 1963年（昭和38年）5月9日）は、大日本帝国陸軍軍人。最終階級は陸軍中将。功四級

## 経歴
1891年（明治24年）に兵庫県で生まれた。陸軍士官学校第25期、陸軍大学校第37期卒業。1936年（昭和11年）に独立混成第11旅団参謀に就任し、盧溝橋事件に参戦。1937年（昭和12年）8月に陸軍砲兵大佐に進級し、11月に陸軍重砲兵学校研究部主事に就任。1938年（昭和13年）に野戦重砲兵第8連隊長、1939年（昭和14年）に関東軍兵器部長を歴任。
1940年（昭和15年）3月に陸軍少将に進級し、9月に第12砲兵団長に就任。1941年（昭和16年）に陸軍技術本部総務部長、1942年（昭和17年）に陸軍兵器行政本部教育部長を歴任。1943年（昭和18年）6月に陸軍中将に進級し、第64師団長に親補され、中国戦線に復帰。杭州で警備に当たり、長沙で終戦を迎えた。
1948年（昭和23年）1月31日、公職追放仮指定を受けた。